# Nieuw-Rotterdam

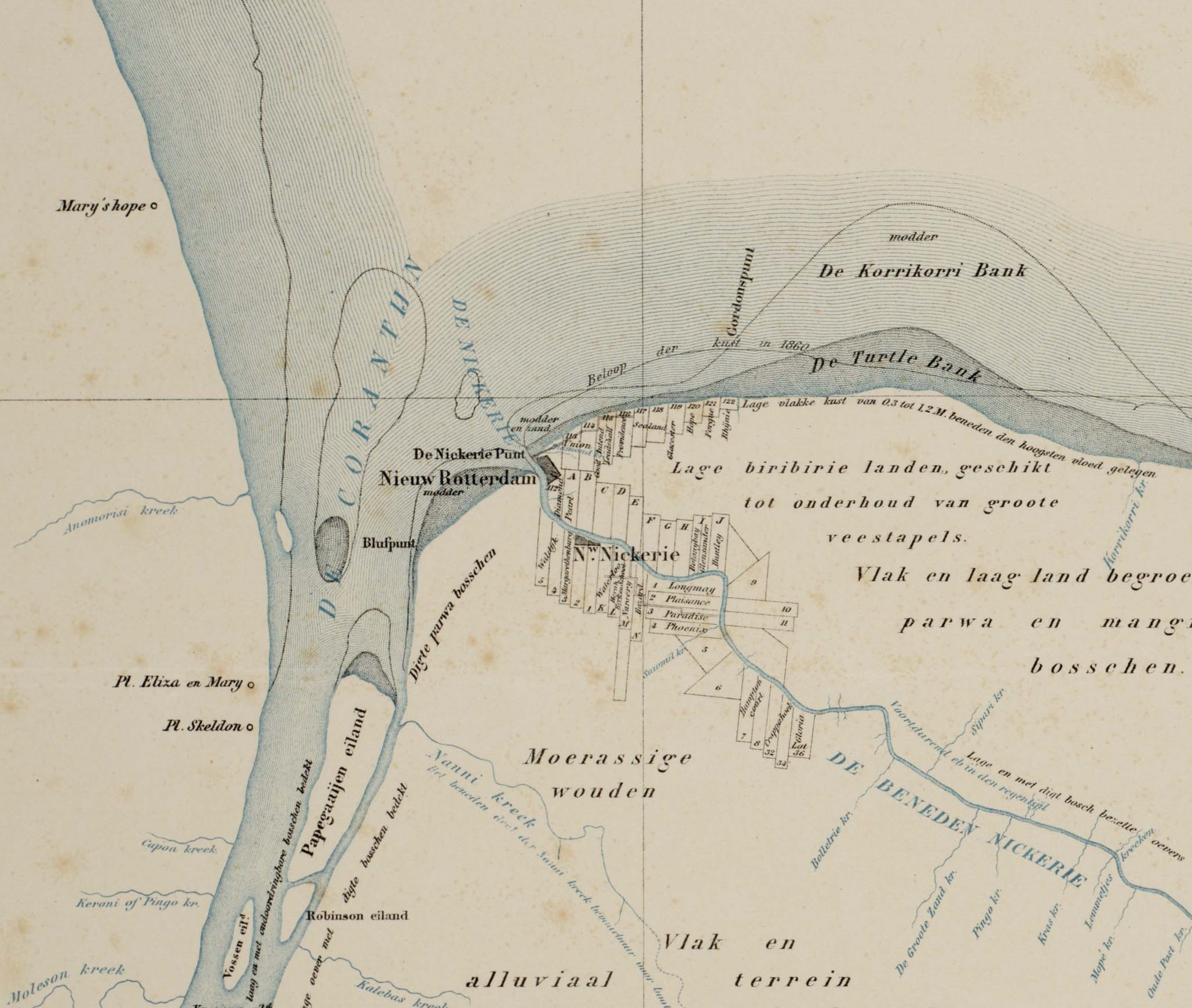
Kaartfragment met Nieuw Rotterdam

Nieuw-Rotterdam is de oude hoofdplaats van het district Nickerie. Het stadje was gebouwd aan de rechteroever van de rivier Nickerie. 

## Geschiedenis
Rond 1820 ontstond de nederzetting, die haar hoogtepunt in de jaren 60 van de 19e eeuw bereikte. De stad lag aan de rechteroever van de monding van de rivier de Nickerie, op een smalle strook land tussen de rivier en de Atlantische Oceaan, op een punt genaamd Cordonspunt.
De stad werd grotendeels bevolkt door handelaren die de handel met het buurland Guyana bedreven en heette in de volksmond "Eldorado van de smokkelaars". Buiten de stad lagen verscheidene plantages waar landbouwproducten werden verbouwd. Nieuw-Rotterdam was gebouwd aan twee loodrechte straten, waaronder de Kerkstraat, die liep van zuid naar noord en eindigde met de toren van de kerk. De gemeenteraadsleden hadden ook meerdere huizen, een versterkte militaire post en kazernes.
De eerste stormvloed kwam in 1866. In 1875 kwam er nog een, die het einde van Nieuw-Rotterdam inluidde. Het stadje werd omstreeks deze tijd door de zee verzwolgen. Aan de linkeroever van de rivier Nickerie werd in 1879 de huidige plaats Nieuw-Nickerie gebouwd, met de Zeedijk als bescherming tegen de zee. Nieuw-Rotterdam werd ter herdenking een eeuw later opgeheven, op 8 augustus 1979.